# David Suchařípa
David Suchařípa (* 18. března 1965 Praha) je český herec, syn herce Leoše Suchařípy.
Vystudoval Pražskou konzervatoř; od roku 1996 je hercem na volné noze.
Je známý ze seriálu Ordinace v růžové zahradě jako gynekolog MUDr. Marek Kroupa. Od roku 2023 účinkuje v muzikálu Krysař v roli Osudu. Jako člen týmu Real TOP Praha se zúčastňuje charitativních zápasů a akcí.
Ve volném čase hraje golf a účastní se závodů rallye, kde jezdí aktuálně s vozem Subaru Impreza STi, navigovaným Lukášem Karlíkem v barvách týmu Eruanno Rally Team; v minulosti jezdil pro týmy K.I.T. Racing či JT Rocksteel Rally Team, tedy tým Jaromíra Tomaštíka. Toho taky mimo jiné navigoval na Pražském Rallysprintu 2016, stejně jako roku 2011 Petra Kačírka v Subaru Impreza STi (tým Duck Racing). V roce 2016 zavítal po letech znovu do okruhového Octavia Cupu. Jeho syn Daniel startuje v amatérských závodech, jmenovitě Krušnohorském poháru. Je velkým fanouškem Valentina Rossiho, týmu Mercedes ve Formuli 1, Rallye Dakar a rodiny Lopraisů, s nimiž se i přátelí.

## Filmografie
- 2019 Temný kraj II (Rosťa Kořen)
- 2015
  - Bezdružice (TV seriál)
  - Vraždy v kruhu (TV seriál)
- 2014
  - Stopy života – Na plný úvazek (TV film)
  - Život a doba soudce A. K. (TV seriál)
- 2013
  - České století (divizní generál Silvestr Bláha, TV seriál)
  - Kriminálka Staré Město II (Alexandr Dohnal, TV seriál)
  - Ona a On (TV seriál)
  - Sanitka 2 (TV seriál)
- 2012
  - Helena (TV seriál)
- 2011
  - Čertova nevěsta
  - 4teens (TV seriál)
- 2010
  - Kriminálka Staré Město (TV seriál)
- 2007
  - Trapasy (TV seriál)
- 2006–2007
  - Ordinace v růžové zahradě (MUDr. Marek Kroupa, TV seriál)
- 2006
  - Boží pole s. r. o. (TV film)
  - Sůva z nudlí (TV film)
  - Zajatci Ďáblova chřtánu (TV film)
- 2005
  - Bazén (TV seriál)
  - Otázka pohledu (TV film)
  - 3 plus 1 s Miroslavem Donutilem (TV seriál)
- 2003
  - Král Lear (divadelní záznam)
  - Strážce duší (TV seriál)
  - Voda se šťávou (studentský film)
- 2002
  - Nevěsta s velkýma nohama (TV film)
  - Počkej, až zhasnu (TV film)
  - Waterloo po česku
- 2001
  - Chytit vítr (TV film)
- 2000
  - Bídníci (TV film)
  - Dřevěná Marika (TV film)
  - Vlci ve městě (TV film)
- 1999
  - Sen (studentský film)
  - Sourire du clown, Le
  - Sponzor (TV film)
- 1998
  - Silná jako smrt (TV film)
- 1997
  - Nejasná zpráva o konci světa
  - Zdivočelá země (TV seriál)
- 1994
  - Inkarnace (TV film)
  - Marie Růžička (TV film)
  - O zvířatech a lidech (TV seriál)
  - Vekslák aneb Staré zlaté časy
- 1992
  - Přítelkyně z domu smutku (TV seriál)
- 1986
  - Velká filmová loupež
- 1985
  - Muž na drátě
- 1983
  - Zámek Nekonečno

## Výsledky v automobilových závodech

### MČR Rally
| Ročník | Tým                     | Automobil                      | 1      | 2   | 3      | 4       | 5       | 6       | 7   | 8   | 9 | MČR | Bod. |
| ------ | ----------------------- | ------------------------------ | ------ | --- | ------ | ------- | ------- | ------- | --- | --- | - | --- | ---- |
| 2014   | JT Rocksteel Rally Team | Renault Clio Sport             | JÄN    | KRU | ŠUM    | HUS 32  | BOH     | BAR 35  | PŘÍ |     |   | –   | –    |
| 2015   | JT Rocksteel Rally Team | Subaru Impreza STi             | ŠUM    | KRU | HUS 46 | BOH     | BAR Ret | KLA     |     |     |   | –   | –    |
| 2017   | Eruanno Rally Team      | Subaru Impreza STi             | VAL 37 | ŠUM | KRU    | HUS Ret | BOH     | BAR     | PŘÍ |     |   | –   | –    |
| 2018   | JT Rally Team           | Renault Clio Sport             | VAL 42 | ŠUM | KRU    | HUS     | BOH     | BAR Ret | PŘÍ |     |   | –   | –    |
| 2019   | JT Rally Team           | Mitsubishi Lancer Evolution IX | VAL 39 | ŠUM | KRU    | HUS     | BOH     | BAR     | PŘÍ |     |   | –   | –    |
| 2020   | Hyundai Kowax Racing    | Renault Clio Sport             | KRU    | ŠUM | HUS    | BOH     | VAL 37  | ZLI     | PAČ | KLA |   | –   | –    |